# Donald Maloney
Donald Michael Maloney, dit Don Maloney, (né le 5 septembre 1958 à Lindsay, dans la province de l'Ontario au Canada) est un joueur professionnel canadien de hockey sur glace devenu dirigeant.

## Carrière

### Carrière de dirigeant
Après sa carrière professionnelle, qu'il a entièrement jouée à New York à l'exception de 21 matches avec les Whalers d'Hartford en 1989, il s'engage en tant qu'adjoint du directeur-général des Islanders. Dès la saison suivante, il obtient une promotion en étant nommé directeur-général de son ancienne formation, poste qu'il occupe pendant 3 saisons et demie avant d'être remplacé par Mike Milbury en 1995-1996. Au cours des 11 années suivantes, il passe de recruteur à directeur-général adjoint.
En 2007, les Coyotes de l'Arizona lui confient les postes de directeur-général et de vice-président aux opérations hockey. Il dirige l'équipe jusqu'en 2016 et est remplacé par John Chayka.

## Statistiques

### En club
| 1974-1975  | Rangers de Kitchener    | AHO        | 5   | 1   | 3   | 4   | 0   | -  | -  | -  | -  | -   |
| 1975-1976  | Rangers de Kitchener    | AHO        | 61  | 27  | 41  | 68  | 132 | -  | -  | -  | -  | -   |
| 1976-1977  | Rangers de Kitchener    | AHO        | 38  | 22  | 34  | 56  | 126 | -  | -  | -  | -  | -   |
| 1977-1978  | Rangers de Kitchener    | AHO        | 62  | 30  | 74  | 104 | 143 | -  | -  | -  | -  | -   |
| 1978-1979  | Nighthawks de New Haven | LAH        | 38  | 18  | 26  | 44  | 62  | -  | -  | -  | -  | -   |
| 1978-1979  | Rangers de New York     | LNH        | 28  | 9   | 17  | 26  | 39  | 18 | 7  | 13 | 20 | 19  |
| 1979-1980  | Rangers de New York     | LNH        | 73  | 25  | 48  | 73  | 97  | 9  | 0  | 4  | 4  | 10  |
| 1980-1981  | Rangers de New York     | LNH        | 61  | 29  | 23  | 52  | 99  | 13 | 1  | 6  | 7  | 13  |
| 1981-1982  | Rangers de New York     | LNH        | 54  | 22  | 36  | 58  | 73  | 10 | 5  | 5  | 10 | 10  |
| 1982-1983  | Rangers de New York     | LNH        | 78  | 29  | 40  | 69  | 88  | 5  | 0  | 1  | 1  | 0   |
| 1983-1984  | Rangers de New York     | LNH        | 79  | 24  | 42  | 66  | 62  | 5  | 1  | 4  | 5  | 0   |
| 1984-1985  | Rangers de New York     | LNH        | 37  | 11  | 16  | 27  | 32  | 3  | 4  | 0  | 4  | 2   |
| 1985-1986  | Rangers de New York     | LNH        | 68  | 11  | 17  | 28  | 56  | 16 | 2  | 1  | 3  | 6   |
| 1986-1987  | Rangers de New York     | LNH        | 72  | 19  | 38  | 57  | 117 | 6  | 2  | 1  | 3  | 6   |
| 1987-1988  | Rangers de New York     | LNH        | 66  | 12  | 21  | 33  | 60  | -  | -  | -  | -  | -   |
| 1988-1989  | Rangers de New York     | LNH        | 31  | 4   | 9   | 13  | 16  | -  | -  | -  | -  | -   |
| 1988-1989  | Whalers de Hartford     | LNH        | 21  | 3   | 11  | 14  | 23  | 4  | 0  | 0  | 0  | 8   |
| 1989-1990  | Islanders de New York   | LNH        | 79  | 16  | 27  | 43  | 47  | 5  | 0  | 0  | 0  | 2   |
| 1990-1991  | Islanders de New York   | LNH        | 12  | 0   | 5   | 5   | 6   | -  | -  | -  | -  | -   |
| Totaux LNH | Totaux LNH              | Totaux LNH | 765 | 214 | 350 | 564 | 815 | 94 | 22 | 35 | 57 | 101 |

### En équipe nationale
| Année | Équipe | Évènement            | PJ | B | A | Pts | Pun | Résultats         |
| ----- | ------ | -------------------- | -- | - | - | --- | --- | ----------------- |
| 1985  | Canada | Championnat du monde | 8  | 1 | 1 | 2   |     | Médaille d'argent |

## Trophées et honneurs personnels
- 1983 et 1984 : participe au Match des étoiles de la Ligue nationale de hockey
- 2010 : vainqueur du trophée Jim-Gregory

## Parenté dans le sport
- Frère de Dave Maloney